# Ancylopus conjunctus
Ancylopus conjunctus es una especie de coleóptero de la familia Endomychidae.

## Distribución geográfica
Habita en el Congo, Kinshasa y Bamanya.